# Sicydium fayae
Sicydium fayae är en fiskart som beskrevs av Brock 1942. Sicydium fayae ingår i släktet Sicydium och familjen smörbultsfiskar. Inga underarter finns listade i Catalogue of Life.